# Memorial Marco Pantani 2005
Il Memorial Marco Pantani 2005, seconda edizione della corsa, si svolse il 5 giugno 2005 e fu vinto da Gilberto Simoni che regolò in uno sprint a due Luca Mazzanti, al terzo posto si piazzò Emanuele Sella. 
La gara prevedeva una prima parte in linea, partenza da Cesenatico per arrivare a Cesena, e quindi un circuito finale di 3,5 km da ripetere cinque volte. Al termine del penultimo girò del circuito maturò la fuga che portò al successo di Simoni.
La gara non faceva parte dell'UCI Europe Tour 2005 in quanto, tenuto conto della distanza e del numero ridotto di partecipanti, per una competizione professionistica, rappresentava, così come la precedente edizione un criterium celebrativo.

## Ordine d'arrivo (Top 3)
| Pos. | Corridore       | Squadra      | Tempo    |
| ---- | --------------- | ------------ | -------- |
| 1    | Gilberto Simoni | Lampre       | 2h15'00" |
| 2    | Luca Mazzanti   | Cer. Panaria | s.t.     |
| 3    | Emanuele Sella  | Cer. Panaria | a 10"    |